# Juan Ventayol
Juan Ventayol (Montevideo, 15 de noviembre de 1915 - Montevideo, 31 de diciembre de 1971) fue un pintor uruguayo que integró junto a otros artistas plásticos el grupo llamado Carlos F. Sáez en homenaje al destacado pintor uruguayo.

## Biografía
Sus inicios como artista los realizó en el Círculo de Bellas Artes en 1933.
En 1949 cofundó el grupo "Carlos F. Sáez" junto a con Washington Barcala, Luis Alberto Solari y Manuel Espínola Gómez.
Participó en variadas exposiciones a nivel nacional e internacional donde obtuvo premios y reconocimientos. Tuvo actuación destacada en la Bienal de San Pablo donde asistió en varias oportunidades. En 1962 representó a Uruguay en la Bienal de Venecia junto a Germán Cabrera.

## Premios y reconocimientos
- Premio Adquisición, Museo Nacional Juan M. Blanes (Uruguay). 1938
- Mención y Diploma Medalla de Bronce, Salón Municipal (Uruguay). 1940
- Premio Adquisición, Salón Municipal (Uruguay). 1940
- Mención Especial, Medalla de Bronce, Salón Municipal (Uruguay). 1941
- Gran Premio al Retrato, Medalla de oro, Salón Nacional (Uruguay). 1943
- Caja Nacional de Ahorro Postal, Medalla de Bronce Salón Nacional (Uruguay). 1945
- Mención Especial, Medalla de Bronce, Salón Nacional (Uruguay). 1949
- Premio Tabacalera Uruguaya, Medalla de Bronce, Salón Nacional (Uruguay). 1950
- Segundo Premio, Medalla de Plata, Salón Nacional de Bellas Artes (Uruguay). 1958
- Premio Adquisición, Salón Municipal (Uruguay).1960
- Premio Wolf, al mejor pintor de América Latina (Bienal de San Pablo, Brasil). 1961
- Premio Cámara de Representantes, Medalla de Bronce, Salón Nacional (Uruguay). 1961
- Premio Adquisición, Salón Municipal (Uruguay). 1961
- Primer Premio, Medalla de Oro, Salón Municipal (Uruguay). 1962
- Adquisición, Consejo Departamental de Montevideo (Uruguay). 1962
- Premio Adquisición, I Salón de Pintura Moderna General Electric (Uruguay). 1963
- Mención Especial, Concurso de Homenaje a Artigas (Uruguay). 1964
- Gran Premio, Medalla de Oro, Salón Nacional (Uruguay). 1965